# Bojszowy (gmina)
Bojszowy – gmina wiejska w Polsce w województwie śląskim, w powiecie bieruńsko-lędzińskim. W latach 1975–1998 gmina administracyjnie należała do województwa katowickiego.
Siedziba gminy to Bojszowy.
Według danych GUS z 31 grudnia 2021 roku gminę zamieszkiwało 8269 osób.
Sołectwa:
- Bojszowy
- Bojszowy Nowe
- Jedlina
- Międzyrzecze
- Świerczyniec

W latach 1973–1977 gmina obejmowała 7 sołectw: Bojszowy, Jankowice, Jedlina, Międzyrzecze, Nowe Bojszowy, Studzienice i Świerczyniec. W latach 1977–1991 dzielnica Tychów. Od 2 kwietnia 1991 roku ponownie reaktywowana (nie obejmując już Jankowic i Studzienic).

## Struktura powierzchni
Według danych z roku 2004 gmina Bojszowy ma obszar 34 km², w tym:
- użytki rolne: 64%
- użytki leśne: 25%

Gmina stanowi 21,7% powierzchni powiatu.

## Demografia
Dane z 31 marca 2016 roku:
| Opis                              | Ogółem | Ogółem | Kobiety | Kobiety | Mężczyźni | Mężczyźni |
| --------------------------------- | ------ | ------ | ------- | ------- | --------- | --------- |
| Jednostka                         | osób   | %      | osób    | %       | osób      | %         |
| Populacja                         | 7538   | 100    | 3868    | 51      | 3670      | 49        |
| Gęstość zaludnienia [mieszk./km²] | 221,3  | 221,3  | 113,5   | 113,5   | 107,7     | 107,7     |

Piramida wieku mieszkańców gminy Bojszowy w 2014 roku:

## Sąsiednie gminy
Bieruń, Kobiór, Oświęcim, Miedźna, Pszczyna, Tychy